# København A-Raeken (1896/1897)
København A-Raeken (1896/1897) była 8. sezonem nieoficjalnych mistrzostw Danii w piłce nożnej. W rozgrywkach brały udział tylko zespoły z Kopenhagi. Tytułu nie obroniła drużyna Akademisk BK. Nowym mistrzem Danii został zespół Kjøbenhavns Boldklub.

## Tabela końcowa
|   | Klub                 | M | Z | R | P | Br+ | Br- | Uwagi  |
| 1 | Kjøbenhavns Boldklub | 4 | 4 | 0 | 0 | 13  | 4   | Mistrz |
| 2 | Akademisk BK         | 4 | 3 | 0 | 1 | 14  | 6   |        |
| 3 | C 93 Kopenhaga       | 3 | 1 | 0 | 2 | 10  | 7   |        |
| - | Østerbros BK         | 3 | 1 | 0 | 2 | 6   | 14  |        |
| 5 | Boldklubben Frem     | 4 | 0 | 0 | 4 | 5   | 17  |        |

Kolejność drużyn w tabeli ustalana była według liczby zwycięstw. Jeśli po regulaminowym czasie gry był remis zarządzano dogrywkę, aż któraś z drużyn rozstrzygnęła wynik na swoją korzyść.
Mecz między C 93 Kopenhaga a Østerbros BK nie został rozegrany.